# Madrasostes reticulatum
Madrasostes reticulatum är en skalbaggsart som beskrevs av Lansberge 1887. Madrasostes reticulatum ingår i släktet Madrasostes och familjen Hybosoridae. Inga underarter finns listade i Catalogue of Life.